# Nicolas Deschamps
Nicolas Deschamps, född 6 januari 1990, är en kanadensisk professionell ishockeyspelare som spelar för IK Oskarshamn i Hockeyallsvenskan. Han har tidigare spelat för bland annat Washington Capitals, Toronto Marlies och Syracuse Crunch.
Deschamps draftades i andra rundan i 2008 års draft av Anaheim Ducks som 35:e spelare totalt. Han gjorde sin NHL-debut under säsongen 2013-14 säsongen med Washington Capitals.

## Statistik
| 2007–08    | Chicoutimi Saguenéens | QMJHL      | 70 | 24 | 43 | 67 | 63 | 6  | 2 | 3 | 5  | 6  |
| 2008–09    | Chicoutimi Saguenéens | QMJHL      | 65 | 24 | 41 | 65 | 40 | 4  | 3 | 1 | 4  | 12 |
| 2008–09    | Iowa Chops            | AHL        | 2  | 0  | 1  | 1  | 0  | —  | — | — | —  | —  |
| 2009–10    | Chicoutimi Saguenéens | QMJHL      | 31 | 18 | 26 | 44 | 20 | —  | — | — | —  | —  |
| 2009–10    | Moncton Wildcats      | QMJHL      | 33 | 21 | 32 | 52 | 20 | 15 | 5 | 9 | 14 | 10 |
| 2010–11    | Syracuse Crunch       | AHL        | 80 | 15 | 31 | 46 | 26 | —  | — | — | —  | —  |
| 2011–12    | Syracuse Crunch       | AHL        | 31 | 5  | 2  | 7  | 10 | —  | — | — | —  | —  |
| 2011–12    | Toronto Marlies       | AHL        | 40 | 7  | 23 | 30 | 13 | 17 | 3 | 9 | 12 | 8  |
| 2012–13    | Toronto Marlies       | AHL        | 50 | 7  | 9  | 16 | 26 | —  | — | — | —  | —  |
| 2012–13    | Hershey Bears         | AHL        | 16 | 3  | 4  | 7  | 2  | 5  | 1 | 2 | 3  | 2  |
| 2013–14    | Hershey Bears         | AHL        | 65 | 15 | 25 | 40 | 24 | —  | — | — | —  | —  |
| 2013–14    | Washington Capitals   | NHL        | 3  | 0  | 0  | 0  | 0  | —  | — | — | —  | —  |
| 2014–15    | Oulun Kärpät          | Liiga      | 8  | 1  | 0  | 1  | 20 | —  | — | — | —  | —  |
| 2014–15    | Straubing Tigers      | DEL        | 11 | 2  | 6  | 8  | 6  | —  | — | — | —  | —  |
| 2014–15    | Vienna Capitals       | EBEL       | 10 | 0  | 2  | 2  | 0  | —  | — | — | —  | —  |
| NHL totalt | NHL totalt            | NHL totalt | 3  | 0  | 0  | 0  | 0  | —  | — | — | —  | —  |